# White Flag
«White Flag» — песня английской певицы Дайдо, вышедшая 1 сентября 2003 года в качестве лид-сингла со второго студийного альбома Life for Rent. Трек принёс певице всемирную славу и первую номинацию на премию «Грэмми»: на 46-й церемонии «Грэмми» в категории Лучшая исполнительница поп-музыки. Сингл занял первые места в хит-парадах таких стран как Австралия, Австрия, Германия, Италия, Норвегия, Португалия, Чехия. В дальнейшем песня звучала во многих сериалах (Тайны Смолвиля, Переростки, Медиум, Клан Сопрано, Вернуть из мёртвых, Детектив Раш) и фильмах (Идеальный незнакомец, Мамочка, Безупречный). «White Flag» вошла в список «The 500 Greatest Songs Since You Were Born» (Blender, № 317).

## История
«Белый флаг» был написан и спродюсирован Дайдо, Ролло Армстронгом и Риком Ноуэлсом. В песне главный герой не желает сдаваться, даже если знает, что ее отношения окончены.
«White Flag» отличается «многослойным» звуком, нежным фортепианным финалом и струнными. Песня написана в тональности фа мажор (куплет начинается с минорной параллели) с темпом 90 ударов в минуту, а вокал Дайдо варьирует от низкой ноты A3 до высокой ноты C5.

## Коммерческий успех
Песня «White Flag» была выпущена как основной сингл с альбома на радио. Песня была положительно воспринята критикой, рецензировавшей альбом. Сингл стал мировым хитом, возглавив хит-парады Австралии и Европы. Он также стал № 2 в Великобритании (UK Singles Chart), не попав на первое место из-за хита «Where Is the Love?» группы Black Eyed Peas, но, став самым высокорейтинговым в этом чарте синглом певицы. В итоговом годовом чарте Великобритании сингл занял двенадцатое место. В США он был № 18 в Billboard Hot 100, став вторым для певицы хитом в американской первой двадцатке.. Больший успех наблюдался в чарте Hot Adult Contemporary Tracks, где он достиг второго места и продержался там 66 недель.

## Музыкальное видео
Музыкальное видео с участием актёра Дэвида Борианаза снимал режиссёр Джозеф Кан.

## Награды и номинации
Песня была номинирована на премию Грэмми в категории Лучшая исполнительница поп-музыки на 46-й церемонии «Грэмми» в 2004 году, но уступила песне Кристины Агилеры «Beautiful». Песня выиграла награду BRIT Awards в категории «Best Single» в 2004 году.

## Список композиций
| Европейский и Японский сингл на CD 1. «White Flag» — 3:58 2. «Paris» — 3:23 Европейский 12-дюймовый сингл A. «White Flag» (Beginnerz Remix) — 7:33 B. «White Flag» (Version Idjut) — 7:12 US промо CD 1. «White Flag» (radio edit) — 3:36 | US 7-дюймовый сингл A. «White Flag» — 4:00 B. «Don't Leave Home» — 3:46 Австралийский сингл на CD 1. «White Flag» 2. «Paris» 3. «White Flag» (Johnny Toobad mix) |

## Чарты
| Чарт (2003—2004)                        | Высшая позиция |
| --------------------------------------- | -------------- |
| Австралия (ARIA)                        | 1              |
| Австрия (Ö3 Austria Top 40)             | 1              |
| Бельгия/Фландрия (Ultratop 50)          | 3              |
| Бельгия/Валлония (Ultratop 50)          | 2              |
| СНГ (TopHit Airplay)                    | 28             |
| Хорватия (HRT)                          | 1              |
| Чехия (IFPI)                            | 1              |
| Дания (Tracklisten)                     | 2              |
| Европа (European Hot 100 Singles)       | 1              |
| Финляндия (Suomen virallinen lista)     | 19             |
| Франция (SNEP)                          | 5              |
| Германия (GfK)                          | 1              |
| Греция (IFPI)                           | 8              |
| Венгрия (Rádiós Top 40)                 | 1              |
| Венгрия (Single Top 40)                 | 3              |
| Ирландия (IRMA)                         | 2              |
| Италия (FIMI)                           | 1              |
| Нидерланды (Dutch Top 40)               | 4              |
| Нидерланды (Single Top 100)             | 5              |
| Новая Зеландия (Recorded Music NZ)      | 12             |
| Норвегия (VG-lista)                     | 1              |
| Польша (Nielsen Music Control)          | 1              |
| Португалия (AFP)                        | 1              |
| Румыния (Romanian Top 100)              | 9              |
| Шотландия (OCC Scotland)                | 2              |
| Испания (PROMUSICAE)                    | 11             |
| Швеция (Sverigetopplistan)              | 2              |
| Швейцария (Schweizer Hitparade)         | 2              |
| Великобритания (OCC UK Singles)         | 2              |
| США (Billboard Hot 100)                 | 18             |
| США (Billboard Adult Alternative Songs) | 16             |
| США (Billboard Adult Contemporary)      | 2              |
| США (Billboard Adult Pop Airplay)       | 4              |
| США (Billboard Dance/Mix Show Airplay)  | 9              |
| США (Billboard Pop Airplay)             | 19             |

## Сертификации
| Регион | Сертификация | Продажи  |
| --- | ------------ | -------- |
| Австралия (ARIA) | Золотой      | 35 000^  |
| Австрия (IFPI Austria) | Золотой      | 15 000*  |
| Бельгия (BEA) | Золотой      | 25 000*  |
| Германия (BVMI) | Золотой      | 150 000^ |
| Норвегия (IFPI Norway) | Платиновый   | 10 000*  |
| Швеция (GLF) | Золотой      | 10 000^  |
| Швейцария (IFPI Switzerland) | Золотой      | 20 000^  |
| Великобритания (BPI) | Платиновый   | 600 000  |
| США (RIAA) | Золотой      | 500 000^ |
| * Данные о продажах приведены только на основе сертификации. · ^ Данные о тиражах приведены только на основе сертификации. · Данные о продажах + прослушиваниях приведены только на основе сертификации. |              |          |